# Эстонская морская академия
Эстонская морская академия (ЭМА; эст. Eesti Mereakadeemia) — государственная морская академия, в которой проходят обучение будущие сотрудники флота и береговой охраны Эстонии. Академия находится в Таллине.
Современная эстонская морская академия была создана 1 ноября 1991 года. В академии имеется три факультета: водного транспорта, механики и навигации. Обучение проходят 900 студентов под надзором 100 преподавателей.
В 2014 году стала структурной единицей Таллинского технического университета.

## История

### Морское образование в Таллине в советский период
После Второй мировой войны в Таллине действовало четыре морских учебных заведения, где языком обучения был преимущественно русский:
1. Таллинское мореходное училище ММФ, где готовили моряков для торгового флота СССР.
2. Таллинское мореходное училище рыбной промышленности (ТМУР) готовило моряков в основном для рыболовного флота.
3. Таллиннская профессиональная средняя школа № 1

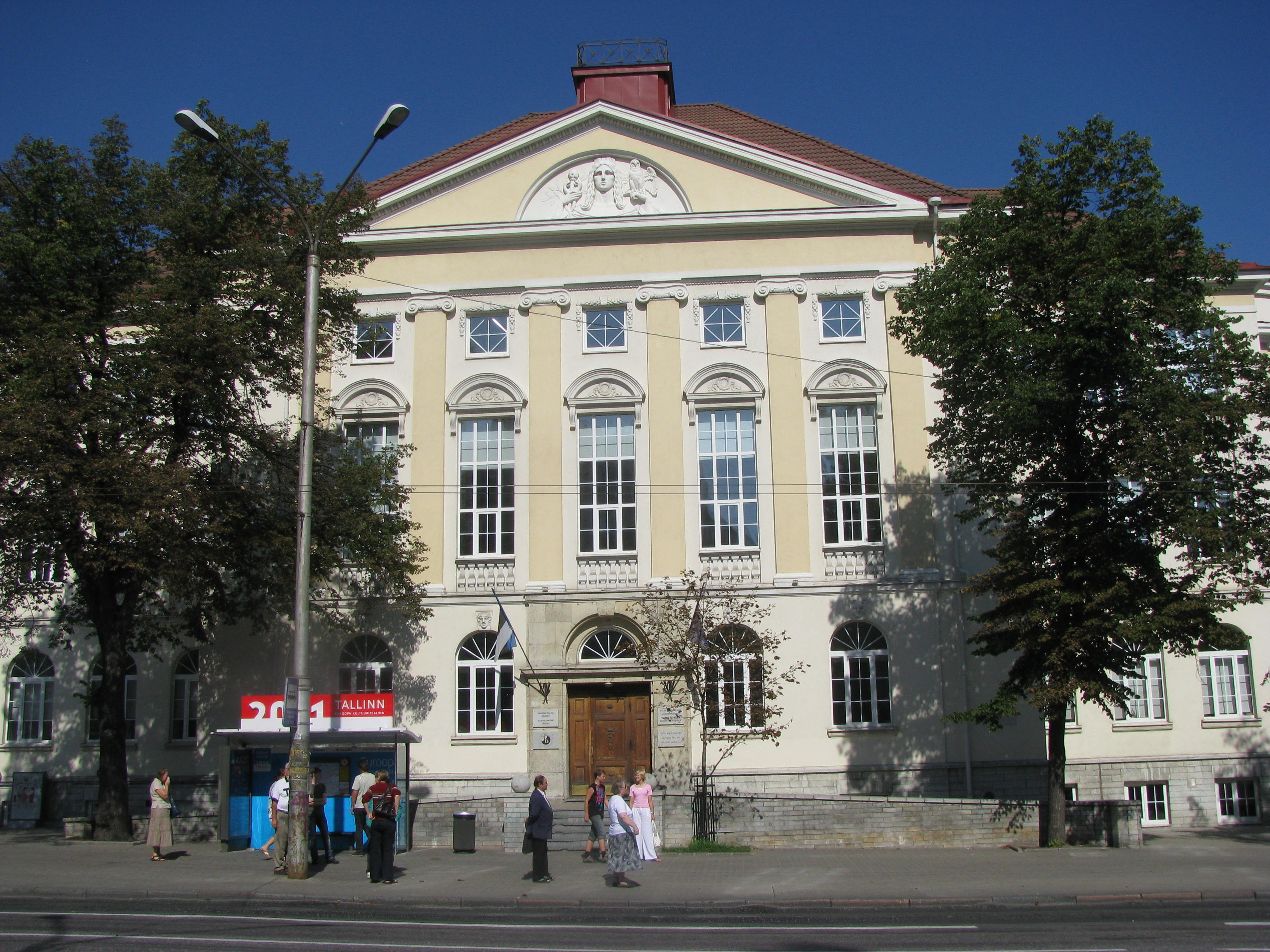
Здание ранее используемое Таллинским мореходным училищем ММФ
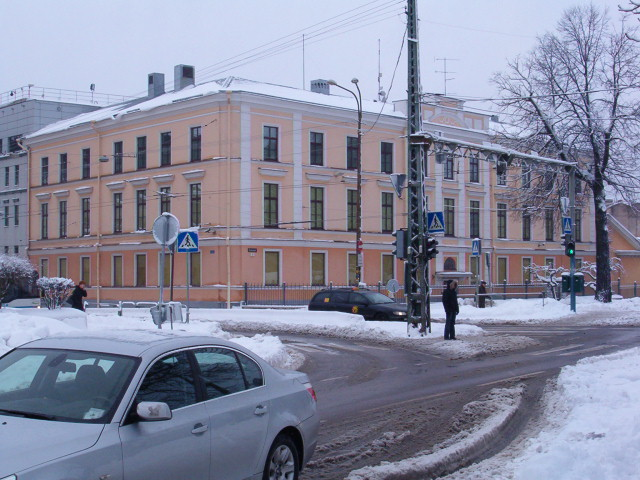
Здание ранее используемое ТМУР

### Организация морского образования после восстановления независимости
В 2006 Морская академия выставила на продажу главное здание на улице Мустакиви в районе Ласнамяэ, которое изначально было построено как общежитие.

С 2009 года Эстонская морская академия начала преподавание в новом комплексе реконструируемых зданий на полуострове Копли в Таллине. Главный корпус Эстонской морской академии ныне расположен в бывшем здании заводоуправления  Ревельского судостроительного и механического завода. 

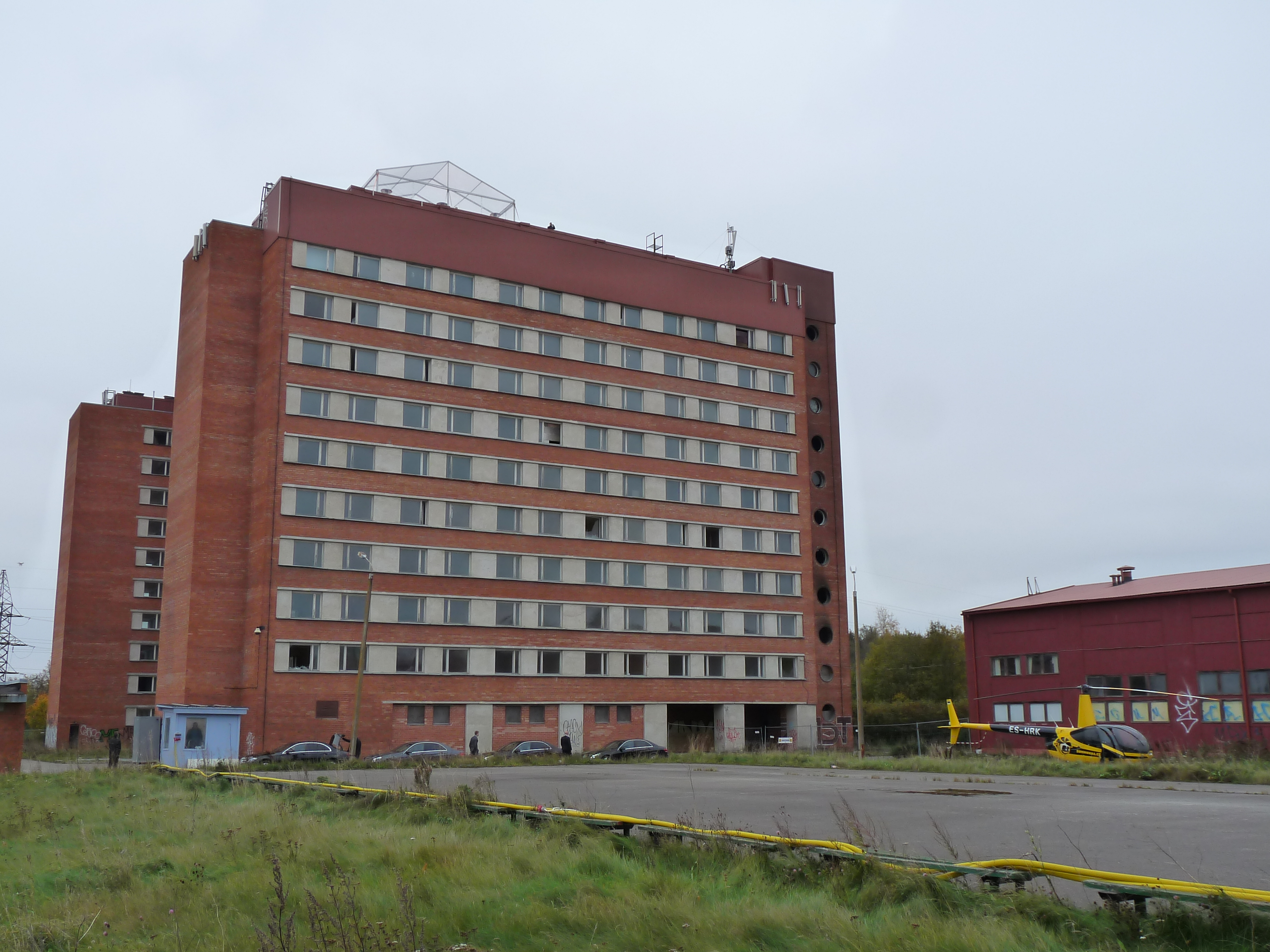
Бывшее главное здание ЭМА на улице Мустакиви в районе Ласнамяэ
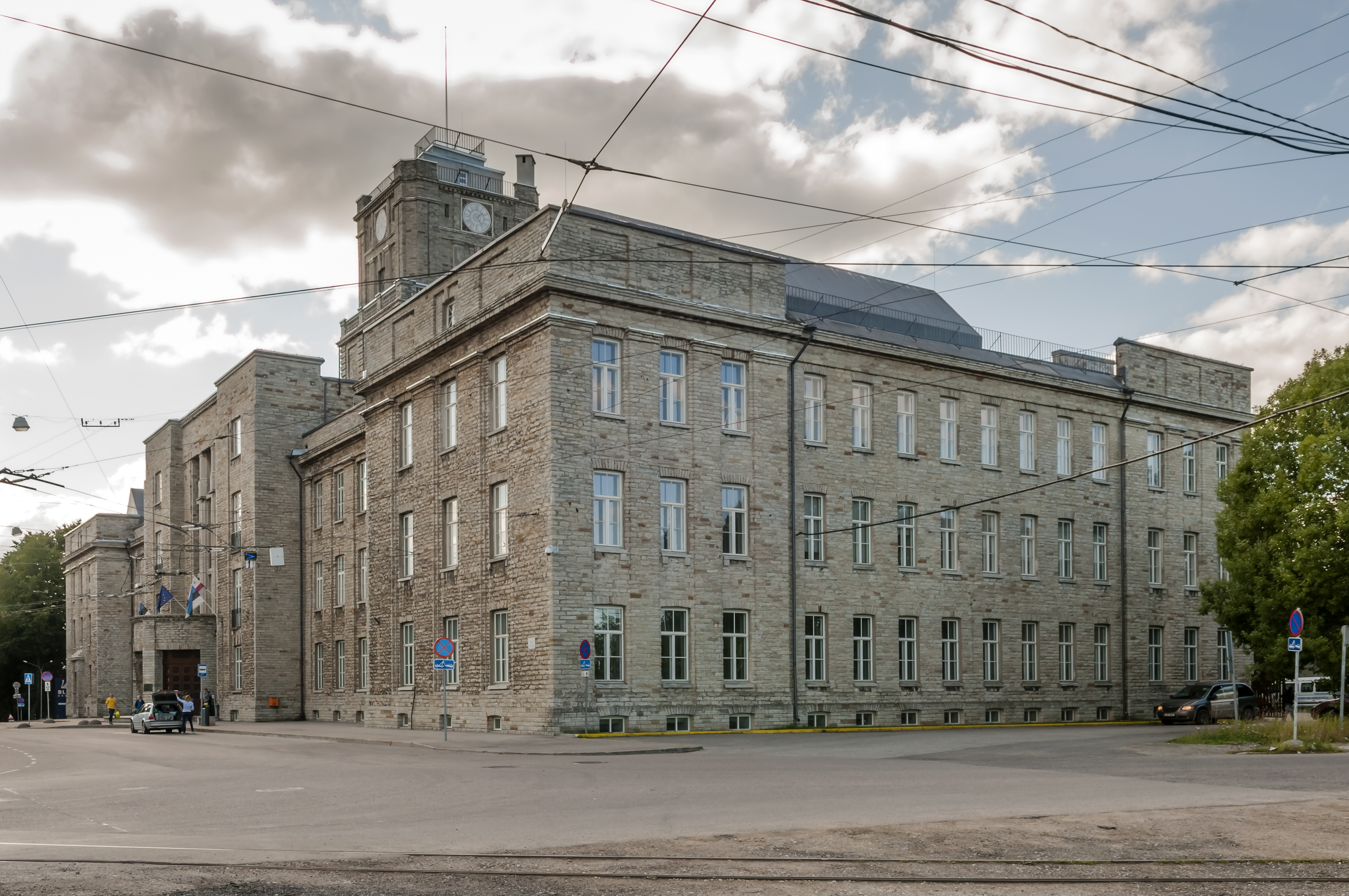
Главное здание ЭМА на улице Копли